# ペリクリス・イリアス
'ペリクリス・イリアス（Periklis Ilias、1986年6月26日 - ）は、ギリシャ、アテネ出身の自転車競技（マウンテンバイクレース）選手。

## 来歴
2003年
- バルカン選手権・ジュニア部門
  - クロスカントリー(XC) 優勝

2004年
- ギリシャ選手権 ジュニア部門・XC 優勝

2005年
- ギリシャ選手権
  - XCチームリレー、XC 優勝

2006年
- ギリシャ選手権・XC 優勝
- バルカン選手権・U23部門XC 優勝

2007年
- ギリシャ選手権
  - XC、ロードレース 優勝
- バルカン選手権・U23部門XC 優勝

2008年
- ギリシャ選手権・XC 優勝

2009年
- ギリシャ選手権・XC 優勝

2010年
- ギリシャ選手権・XC 優勝

2011年
- サクリファイス・レース 総合優勝
- ギリシャ選手権
  - XCチームリレー、XC 優勝

2012年
- 世界選手権・マウンテンバイクマラソン 優勝